# خرزات بيلي

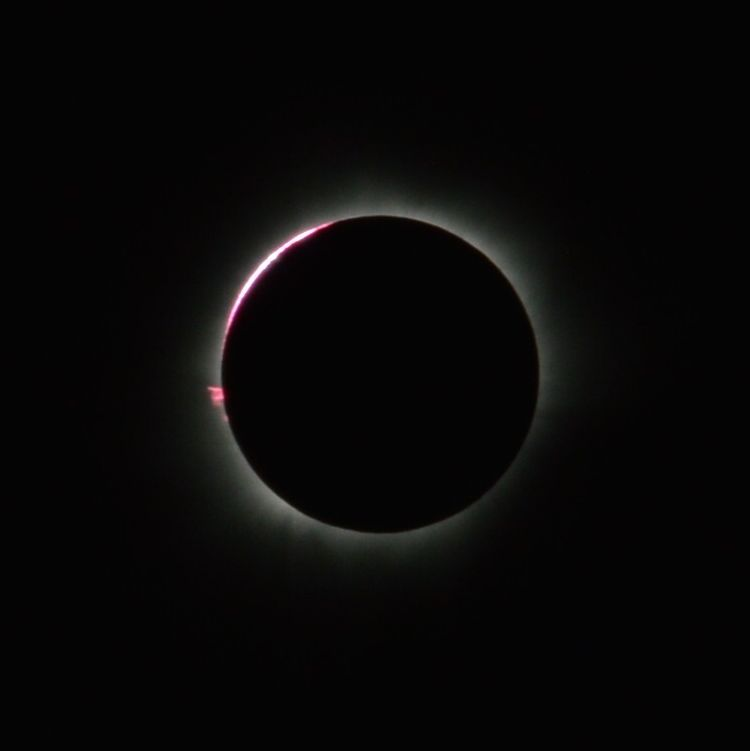
خرزات بيلي أثناء الكسوف الكلي للشمس عام 2016.

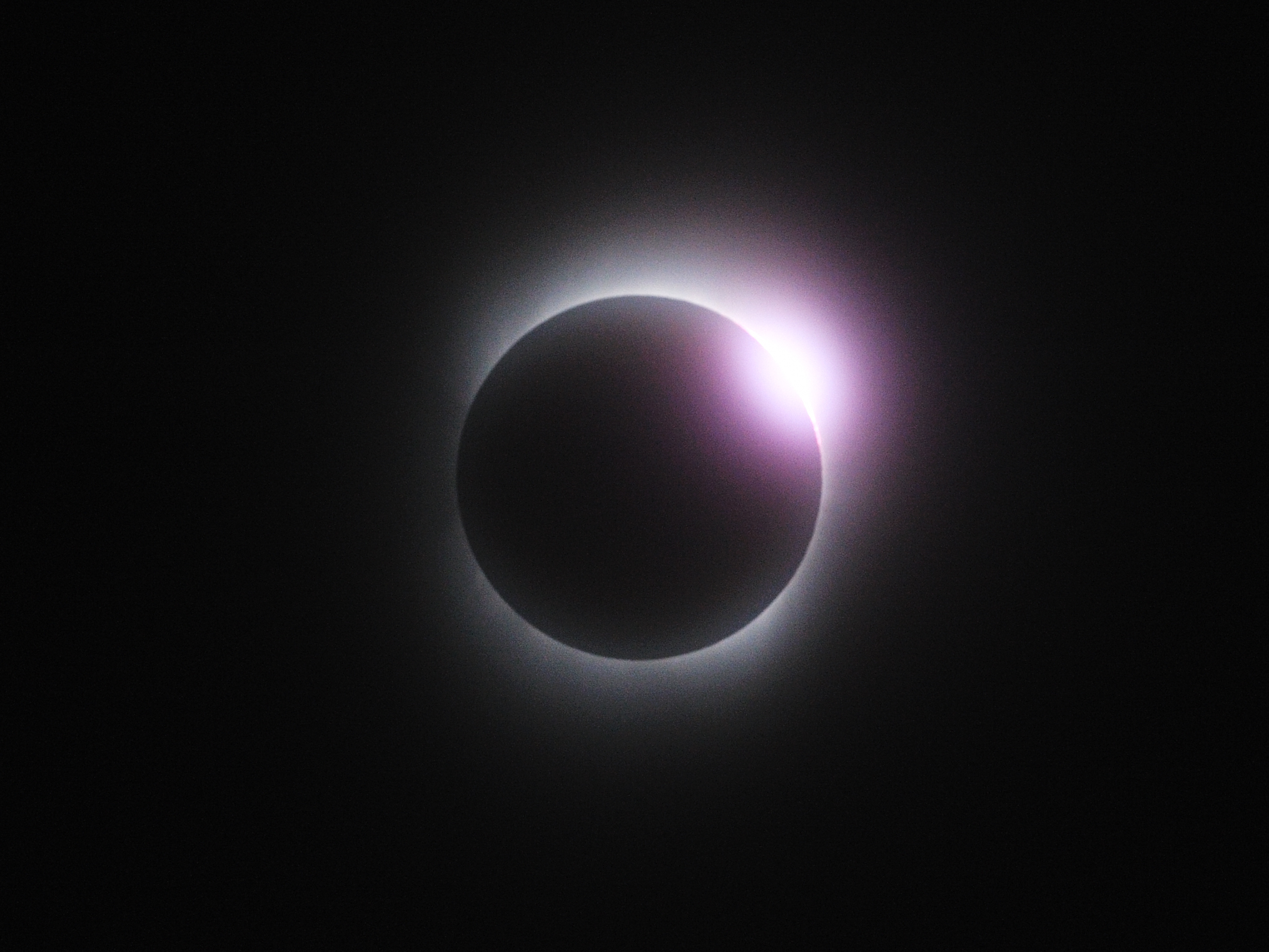
وبعدها بثوان يظهر " خاتم الماس" لمدة ثوان أيضا.

تأثير خرزات بيلي (بالإنجليزية: Baily's beads)‏، أو تأثير خاتم الماس (بالإنجليزية: Diamond ring)‏، حبات لامعة من الضوء تظهر قبل اكتمال كسوف الشمس الكلي بثوان قليلة أو بعد انتهاء الكسوف الكلي بثوان أيضا. وسبب خرزات بيلي هو انعكاسات لاشعة الشمس على فوهات اطراف سطح القمر ؛ وسميت بخرزات بيلي نسبة إلى العالم البريطاني فرانسيس بيلي 1774-1844 الذي كان أول من لاحظها ودوّنها.
عندما يمر القمر أمام الشمس عند الكسوف فإن السطح المتعرج بسبب تضاريس القمر يسمح لبقع من ضوء الشمس بأن تشع عبر بعض الأماكن المنخفضة . تسمى الظاهرة خرزات بيلي نسبةً إلى فرانسيس بيلي الذي كان أول من لاحظها في 1836.
هناك الكثير من التضاريس في طبوغرافية القمر بسبب وجود الجبال والحفر والأودية. وقد عرف عدم انتظام قوس القمر (حافة القمر كما ترى من بعد) بدقة بمراقبة اختفاء النجوم عندما يحجبها القمر. لذا يعرف الفلكيون جيدًا عن جبال ووديان القمر التي تسبب خرزات الضوء عند الكسوف. ترى هذه الخرزات لثوانٍ قليلة عند مركز مسار الكسوف، ولمدة دقيقة أو اثنتين قرب حواف قمع الظل.

## اقرأ أيضا
- خسوف القمر
- كسوف الشمس 15 يناير 2010